# Ana Mesa Villa
Ana Mesa Villa (geboren in Coria del Río; gestorben am 12. Februar 2023 ebenda) war eine spanische Handballspielerin. Sie war auch in den Disziplinen Rettungsschwimmen und Kugelstoßen erfolgreich.

## Leben
Ana Mesa stammte aus Sevilla. Sie starb im Alter von 64 Jahren nach einer Krebserkrankung.

## Vereinskarriere
Sie begann mit dem Handballspielen am Colegio Cerro de San Juan de Coria und wechselte von dort zum Verein CREF in Sevilla, der in der División de Honor spielte. Ab 1980 war sie für Iber Valenciana, dann ein paar Monate für Club Balonmano Sevilla und anschließend für Mades Seguros de Onda aktiv. Ab 1988 spielte sie wieder in Sevilla bei La Pachanguita.
Mit Iber wurde sie spanische Meisterin. Sie war fünf Mal die beste Torschützin der spanischen Liga. Im Durchschnitt erzielte sie 46 Tore je Saison.

## Auswahlmannschaften
Für die spanischen Nationalmannschaft absolvierte sie am 30. April 1977 in Cartagena ihr erstes Spiel. Insgesamt verzeichnet die RFEBM für sie 14 Länderspiele, in denen sie vier Tore warf. Sie spielte demnach beim Torneo Internacional de España in den Jahren 1978 und 1981 sowie bei der B-Weltmeisterschaft im Jahr 1981. In einem Bericht der Zeitschrift Muchodeporte werden ihr zwischen 1977 und 1985 drei Teilnahmen an B-Weltmeisterschaften bescheinigt.